# Worldbuilding
Il  worldbuilding (dall'inglese: world, 'mondo' e building, 'costruire'; cosmopoièsi) è la creazione di un mondo immaginario e di tutti i suoi aspetti caratterizzanti, in particolare in vista dell'uso come ambientazione in storie di fantascienza o fantasy, giochi, ecc.
Il worldbuilding è sfruttato da molteplici forme multimediali, tra cui letteratura, opere teatrali, film, programmi televisivi, videogiochi, fumetti, figurine e altro ancora.

## Caratteri generali
La costruzione del mondo (cosmopoiesi) può essere completata prima dell'inizio della scrittura vera e propria o durante la stesura della storia.
Anche se non esiste un unico metodo di worldbuilding, esistono delle leggi per costruire e presentare un'ambientazione in modo che risulti realistica sia per l’autore, sia per i fruitori della sua opera: essa deve risultare coerente con le proprie regole interne e quindi autosufficiente rispetto alla realtà esteriore. In questo modo l'autore realizza un mondo secondario (di fantasia) contrapposto al mondo primario (reale).
Esistono multiversi o universi paralleli che contengono o sono in qualche modo collegati al nostro; intere galassie separate dalla nostra ma ancora nello stesso universo (come la galassia di Guerre Stellari); serie di pianeti, che possono includere la Terra tra di loro (come nelle ambientazioni di Dune o di Star Trek); la Terra stessa, ma con storie alternative o periodi temporali immaginari (come l'Età Hyboriana di Robert E. Howard) o la Terra del futuro (come nella serie di Matrix); paesi immaginari ambientati in continenti reali (come Genovia di Meg Cabot); e infine, città, insediamenti o paesi immaginari (come Ashair di Edgar Rice Burroughs). La "secondarietà" di un mondo dipende dalla misura in cui un luogo è staccato dal mondo primario e diverso da esso, e dal grado in cui i suoi aspetti fittizi sono stati sviluppati e costruiti (tra cui, ad esempio, quante storie vi sono ambientate, se il luogo è stato mappato e quanto è stata sviluppata la sua storia).
In alcuni casi le opere di più autori sono ambientate nello stesso mondo condiviso. Esempi in tal senso sono l'universo espanso di Guerre Stellari e l'universo lovecraftiano.

## Storia del termine
Il termine "worldbuilding" fu usato per la prima volta nel 1920 da Arthur Stanley Eddington nel suo Spazio, tempo e gravitazione per descrivere un modello di pensiero che usa la costruzione di mondi ipotetici, con leggi fisiche diverse, per ragionare sul concetto di relatività.
Successivamente il termine prese piede nella fantascienza e nel fantasy da quando, nel 1965, apparve in Edgar Rice Burroughs: Master of Adventure di Richard A. Lupoff.

## Evoluzione del worldbuilding
Prima che il campo dei media studies esistesse nel mondo accademico, il processo di creazione di mondi immaginari fu discusso e teorizzato da scrittori come George MacDonald, J. R. R. Tolkien, Dorothy L. Sayers, e C.S. Lewis e successivamente analizzato da un punto di vista pratico in guide per gli scrittori come How to Write Science Fiction and Fantasy di Orson Scott Card (1990) o World-building: A Writer’s Guide to Constructing Star Systems and Life-Supporting Planets di Stephen L. Gillett (1995).

### Tolkien
J. R. R. Tolkien affrontò la questione l'8 marzo 1939, durante il suo contributo alla conferenza Andrew Lang, presso l'Università di Saint Andrews, distinguendo la "sub-creation" (letteralmente, "sotto-creazione") dei mondi secondari dalla drammaturgia. Il suo intervento fu pubblicato otto anni dopo nel saggio On Fairy-Stories.
Tolkien si era sempre interessato alle lingue e ne aveva persino ideate di immaginarie. Rendendosi conto che le lingue non si evolvono nel vuoto, decise di creare le culture da cui sarebbero nate le sue lingue. Nel 1917 iniziò a scrivere La caduta di Gondolin e altri racconti collegati, ambientati nel suo leggendario mondo di Arda e raccolti nel Silmarillion, con il quale intendeva dare vita a una storia mitologica del Regno Unito. Il racconto per bambini di Tolkien, Lo Hobbit (1937), era in origine separato da questa mitologia, ma gradualmente vi si collegò e fu rivisto per essere più coerente con le altre opere. Dopo il successo de Lo Hobbit, Tolkien cercò di far pubblicare la sua mitologia del Silmarillion, ma la sua richiesta fu rifiutata; gli editori volevano invece qualcosa di più simile a Lo Hobbit. Tolkien iniziò quindi a scrivere un seguito: Il Signore degli Anelli.
L'Arda di Tolkien era unica, ma non priva di influenze. Oltre ai testi più antichi che aveva studiato per professione, come Beowulf e il Kalevala, Tolkien conosceva le opere di scrittori contemporanei, come George MacDonald, William Morris, Lord Dunsany e C. S. Lewis. Sebbene molti elementi a cui Tolkien fece ricorso, in termini di costruzione del mondo, fossero già stati utilizzati da altri – pantheon di divinità, mappe, linee del tempo, glossari, calendari, lingue e alfabeti inventati – fu il grado di realizzazione che diede al suo mondo la sua ricca verosimiglianza, e la qualità del suo lavoro, con dettagli significativi integrati in una storia elaborata, che stabilì un nuovo standard per il worldbuilding. Certamente la sua formazione culturale contribuì ai suoi scritti, inclusa la sua conoscenza della storia e della tradizione medievale. Essendo un linguista professionista, le sue lingue avevano un grado di sviluppo maggiore e un suono più realistico rispetto alla maggior parte delle lingue inventate, e Tolkien le progettò persino per imitare il modo in cui le lingue reali sono correlate fra loro.
Tolkien teorizzò e scrisse sul suo lavoro, tuttavia fu la "sotto-creazione" di Arda – ne Lo Hobbit e soprattutto ne Il Signore degli Anelli, per cui divenne più noto – che influenzò maggiormente coloro che lo seguirono.

### Gli sviluppi dopo Tolkien
A partire dagli anni Sessanta, i mondi immaginari furono studiati da un punto di vista filosofico, che focalizza la sua attenzione sui caratteri essenziali dei mondi immaginari, la natura del loro funzionamento e la loro relazione con il mondo reale. La maggior parte degli approcci tendeva a essere orientata al mezzo di trasmissione (guardando a un particolare mezzo e alla sua forma) o alla narrazione (dove l'attenzione è rivolta alla storia o al contenuto), o a una combinazione di questi. Mentre il primo approccio considera le finestre attraverso cui si vede il mondo, il secondo esamina le storie ambientate nel mondo, piuttosto che il mondo stesso. 
Nel corso degli anni, tuttavia, gli approcci dei media studies si sono avvicinati sempre di più ad avere come oggetto di studio il mondo in sé. 
Con la nozione di media franchise apparvero, all'inizio del XX secolo, nuovi studi che riguardavano più che altro le logiche commerciali dietro la produzione del mondo. Il concetto di franchise è spesso legato a quello di mondo secondario, anche se non sempre un franchise si basa su un mondo immaginario. Ad esempio, un franchise mediatico come Guerre Stellari ha un mondo costruito, mentre il franchise dei Beatles non lo ha.
Alcuni di questi franchise iniziarono ad essere anche transmediali, apparendo in fumetti, serie, corti animati, trasmissioni radiofoniche e lungometraggi; questo portò al riconoscimento della natura transmediale dei mondi immaginari. Il primo grande mondo transmediale fu Oz di L. Frank Baum, che inglobò la maggior parte dei media esistenti all'epoca.
Negli anni Duemila, il worldbuilding nei film è diventato sempre più popolare e riflette lo spostamento dell'attenzione del pubblico dalla trama centrale al mondo in cui si svolge la storia, dove più trame possono intrecciarsi in una rete di storie "iperseriali". In un'iperserie, tutti i personaggi minori sono potenziali protagonisti delle loro stesse storie, fornendo così prospettive alternative all'interno della rete della storia.
Con la diffusione su larga scala di videogiochi e giochi di ruolo, il worldbuilding crea mondi sempre più interattivi, in cui la partecipazione del pubblico modifica attivamente gli eventi che si verificano nei mondi immaginari.

## Metodi
La costruzione del mondo può essere eseguita seguendo due diversi approcci o una combinazione di essi.
Combinando gli approcci dall'alto verso il basso e dal basso verso l'alto, l'autore può godere dei vantaggi di entrambi i metodi. Tuttavia, la necessità di partire da entrambi i lati crea un doppio lavoro, che può ritardare il completamento dell'ambientazione.

### Metodo dall'alto verso il basso (top-down)
Con il metodo dall'alto verso il basso, l'autore crea prima un quadro generale del mondo, determinandone le macro-caratteristiche come i continenti, gli abitanti, il clima e la storia. Successivamente sviluppa il resto del mondo entrando a poco a poco nei dettagli.
Il vantaggio di questo approccio è che alla fine il mondo risultante è molto coerente e i suoi singoli elementi sono ben integrati. Tuttavia, di solito, ci vuole molto tempo prima che i dettagli siano sufficienti per rendere l'ambientazione utilizzabile.
Un esempio di mondo costruito con questo metodo è la Terra di Mezzo di J. R. R. Tolkien.

### Metodo dal basso verso l'alto (bottom-up)
Con il metodo dal basso verso l'alto, l'autore parte dal descrivere in profondità un singolo aspetto, diverso dal mondo reale. Da questo dettaglio, la descrizione si amplia e diventa  più generica man mano che passa al piano generale.
ll vantaggio di questo approccio è che consente un utilizzo quasi immediato dell'ambientazione. Tuttavia, l'autore può continuare a costruire il mondo mentre scrive, per migliorare la descrizione di aspetti poco approfonditi; a volte, questo può anche creare incoerenze.
Un esempio di mondo costruito con questo metodo è quello de I Simpson di Matt Groening.

## Aspetti
Per definire i vari aspetti di un mondo immaginario si assume che, se non è specificato diversamente, tutto, all'interno del nuovo mondo immaginario, si comporti esattamente come nel mondo reale.
Più il mondo immaginario è diverso dal mondo reale, più è ripida la curva di apprendimento (learning curve) ovvero la quantità di conoscenza che un lettore deve acquisire per essere in grado di comprendere il mondo in cui è ambientata la storia.
Per essere credibile e interessante, un mondo secondario deve avere un sufficiente grado di inventiva, completezza e coerenza. Se non si compie uno sforzo in tutte queste direzioni, la "sotto-creazione" risultante non riuscirà a creare l'illusione di un mondo indipendente. Al tempo stesso, nessun mondo secondario può essere completo come il mondo primario e nessun mondo può essere il prodotto dell'invenzione al punto da non avere più alcuna somiglianza con il mondo primario.
Senza sufficiente inventiva, si avrà un mondo molto simile al mondo primario ma con l'aggiunta di vampiri o alieni, o qualche nuova tecnologia; ma non un mondo diverso e distinto. Senza un tentativo di completezza, la caratterizzazione del mondo non andrà abbastanza in profondità da dare l'idea di un mondo indipendente; troppe domande rimarranno senza risposta, distruggendo l'idea del mondo secondario. Senza coerenza, i vari aspetti del mondo si contraddiranno l'un l'altro e non si uniranno con successo per creare collettivamente l'illusione di un altro mondo.
Non tutti gli aspetti di un'ambientazione possono essere esplorati. Una volta che sono stati forniti elementi a sufficienza per stabilire la logica del mondo, l'autore può iniziare a lasciare che le cose siano estese, dedotte o estrapolate dal pubblico, in modo che i dettagli sembrino continuare al di là di ciò che è stato effettivamente detto. In questo caso si può parlare di inferred worldbuilding. Questo è particolarmente utile per le ambientazioni dei giochi di ruolo, poiché le singole sessioni di gioco possono richiedere la creazione di nuovi elementi caso per caso per permettere il funzionamento della storia.

### Ambientazione
Brandon Sanderson suddivide l'ambientazione in due sottocategorie:
1. Ambientazione fisica
Questa è un'ambientazione che esiste indipendentemente dalle razze senzienti ed include: 
  - Topografia (con la conseguente creazione di mappe di fantasia)
  - Clima
  - Flora e fauna
  - Magia
  - Razze
2. Ambientazione culturale
È il risultato diretto delle razze senzienti che abitano il mondo ed include:
  - Linguaggio (a volte creato ad hoc come nel caso dei linguaggi della Terra di Mezzo)
  - Religione
  - Politica
  - Struttura del potere
  - Tecnologia
  - Demografia
  - Etnie (o genealogie)
  - Altri aspetti culturali come musica, arte o cucina